# Kulík menší
Kulík menší (Anarhynchus mongolus) je malý druh kulíkovitého ptáka, který hnízdí na Sibiři a Aljašce a zimuje v jižní a jihovýchodní Asii, Austrálii a Oceánii.

## Systematika a rozšíření
Druh popsal pruský zoolog Peter Simon Pallas v roce 1776. Ještě v roce 2022 se řadil do rodu Charadrius a bylo uznáváno 5 poddruhů s následujícím rozšířením:
- C. m. pamirensis (Richmond, 1896) – Ťan-šan a Pamír, resp. Kyrgyzstán, Tádžikistán, severovýchodní Afghánistán, západní Čína
- C. m. atrifrons Wagler, 1829 – severní Himálaj a jižní Tibet
- C. m. schaeferi Meyer de Schauensee, 1937 – východní Tibet
- C. m. mongolus Pallas, 1776 – od Ochotského moře po jihovýchodní Sibiř
- C. m. stegmanni Portenko, 1939 – východní Sibiř včetně Kamčatky a Čukotky, západní Aljaška

Studie z roku 2022 však seznala, že subsp. mongolus a stegmanni tvoří tzv. východní skupinu poddruhů, zatímco schaeferi, atrifrons a pamirensis tvoří západní skupinu, a že tyto skupiny měly být považovány za samostatné druhy. Mezinárodní ornitologická komise nedlouho na to druh skutečně rozdělila na dva a přeřadila je do rodu Anarhynchus. Kulík menší tak zahrnuje pouze C. m. mongolus a C. m. stegmanni, zatímco nově vytyčený druh Anarhynchus atrifrons zahrnuje poddruhy pamirensis, atrifrons a schaeferi.

## Populace a stanoviště
Hlavní hnízdiště druhu se nachází ve východním Rusku, kde hnízdí při úrovni mořské hladiny i v horách. Během tahu se kulíci menší zastavují na písčitých plážích a poblíž a wattovém pobřeží zátok a zálivů. V Austrálii a Oceánii obývají i mangrové watty a krmí se v mělkých vodách nad korálovými útesy. K roku 2022 se celková populace odhadovala na 180–275 tisíc jedinců.

## Popis

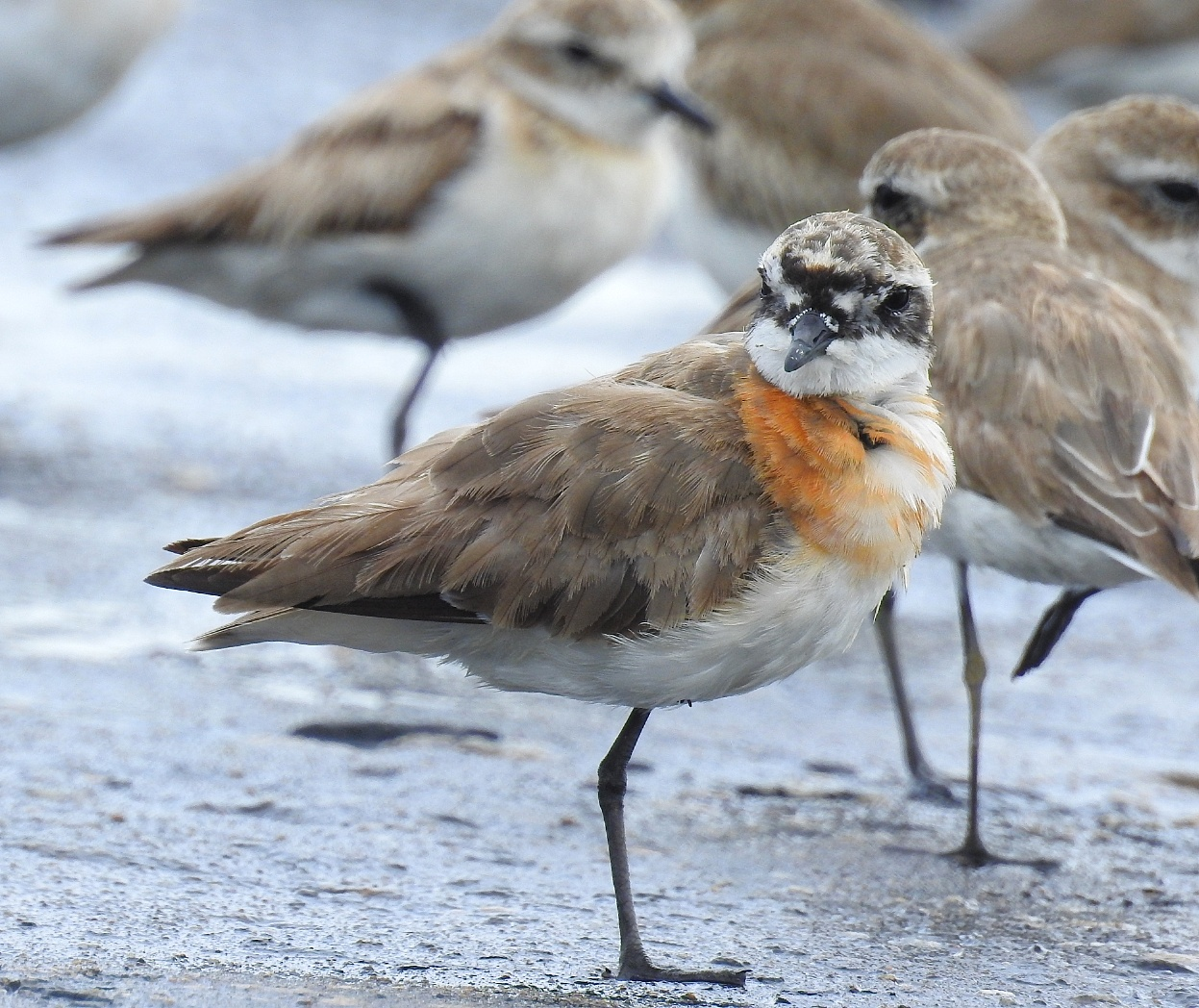
Kulík menší ve svatebním šatu

Tento malý bahňák měří kolem 18–21 cm. Rozpětí křídel je 45–48 cm, váha 39–110 g. Zobák je krátký a tmavý, dlouhé nohy jsou zelenohnědé. V prostém šatu se kulíci na svrchní straně těla barví do šedohněda, spodina je bílá. Přes prsa se táhne tmavý hrudní pásek. Tváře jsou hnědé, nad očima se nachází světle hnědé obočí. Křídla jsou zespodu převážně bílá. Ve svatebním šatu se hruď barví do kaštanové, která je oddělena od bílého hrdla tenkým černým páskem. Na čele se většinou nachází jasně bílá skvrna.

## Biologie
Během hnízdění se živí hlavně suchozemským hmyzem jako jsou brouci aj. V době zimování je potravou vázán na vodu a z bahna vyzobává celou řadu mořských bezobratlých živočichů včetně měkkýšů a malých krabů. Hlasově se projevuje krátkým tvrdým čiktik čiktik.
Hnízdí od května do srpna. Zahnízdění předchází námluvy, během kterých samci přelétávají nad hnízdišti za hlasitého volání a třepotání křídly. K námluvám dochází ve dne i v noci, a to zejména v době jasného měsíce. Hnízdo tvoří mělký důlek přímo na zemi vystlaný suchou vegetací, občas i semínky. Někdy zahnízdí i v kraví stopě. Snůšku tvoří většinou 3 vejce, inkubují samec i samice. V případě ohrožení hnízda kulíci simulují zranění, což je poměrně častá protipredační strategie u dlouhokřídlých. Inkubace trvá kolem 22–24 dnů, ptáčata se osamostatňují za cirka 30–35 dnů.

## Ohrožení a ochrana
Mezinárodní svaz ochrany přírody hodnotí druh jako ohrožený druh. Kulíci menší jsou ohroženi hlavně ztrátou zimních habitatů následkem zástavby, vysychání pobřežních oblastí nebo zvýšenou predací či nedostatkem potravy, které jsou důsledku globálního oteplování.